# Wiener Lokalbahnen (WLB)

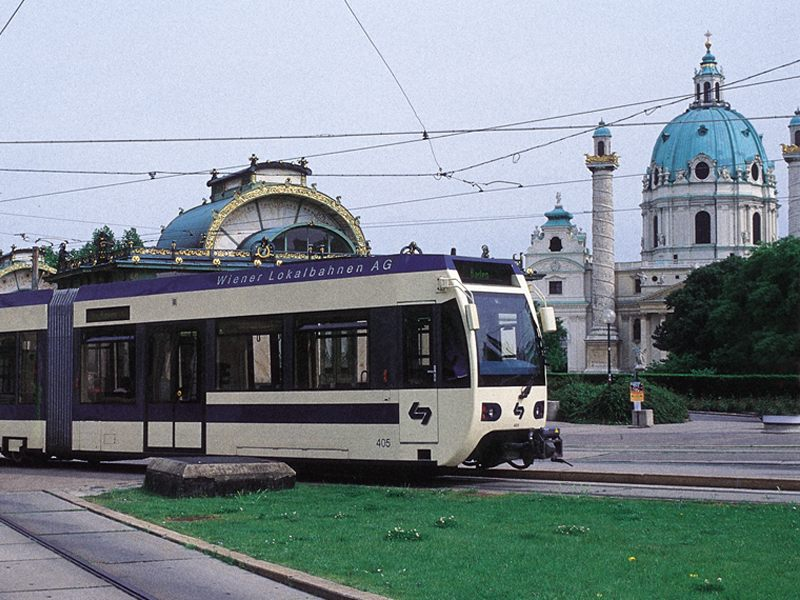
Een WLB treinstel type 400 op de Karlsplatz in Wenen.

De Wiener Lokalbahnen (WLB) is een Oostenrijkse spoorwegmaatschappij die een 30,4 km lange tram- en treinverbinding tussen Wenen en Baden onderhoudt. In de volksmond wordt de verbinding ook wel aangeduid met Badner Bahn. Dagelijks reizen 30.000 mensen met de trein die in de spits om de 7,5 minuten rijdt. Buiten de stadsgrenzen van Wenen is dit overigens om de 15 minuten.

## Exploitatie
De lokaalspoorweg is een geheel geëlektrificeerde spoorverbinding. Tussen het beginpunt bij de Staatsopera, in het centrum van Wenen, en de halte Schedifkaplatz maakt de trein gebruik van het tramnet van de Wiener Linien. De rest van de dubbelsporige lijn wordt in eigen beheer onderhouden.
Er zijn studies om de tramlijn door te trekken naar de Slowaakse hoofdstad Bratislava. Gedurende de monarchie bestond er ook al een tramlijn tussen Wenen en Bratislava. Als gevolg van de politieke instabiliteit tot 1945 en de Koude Oorlog is de lijn nooit heropend.
In totaal zijn 26 treinstellen van het type 100 in bedrijf. Deze zijn vergelijkbaar met enkele van de Weense trams. Daarnaast zijn twaalf treinstellen van het type 400 actief. Deze zijn identiek aan de treinstellen die gebruikt worden op de lijn U6 van de Weense metro.
Naast de lokaalspoorweg onderhoudt het bedrijf ook enkele busdiensten tussen Wenen en Baden, in de binnenstad van Wenen en in Baden.

## Goederenvervoer

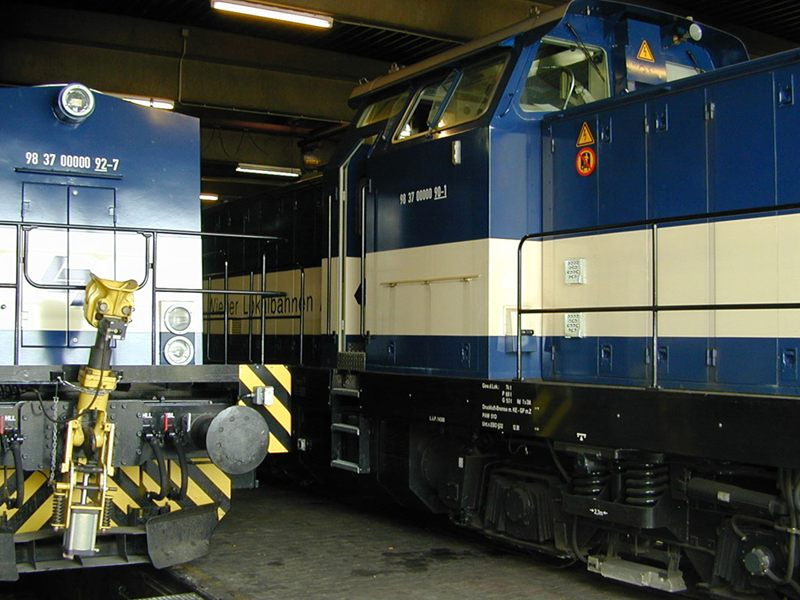
Goederenlocomotieven van de WLB

De firma bezit een spoorwegconcessie voor de gehele Europese Unie en vervoert zowel op haar eigen lijn als op externe lijnen goederendiensten uit met eigen diesel- en elektrische locomotieven.